# Spoorlijn Hénin-Beaumont - Bauvin-Provin
De Spoorlijn Hénin-Beaumont - Bauvin-Provin was een Franse spoorlijn van Hénin-Beaumont naar Bauvin. De lijn was 14,6 km lang en heeft als lijnnummer 285 000.

## Geschiedenis
De lijn werd aangelegd door de Compagnie des chemins de fer du Nord en geopend op 3 november 1879. Reizigersverkeer werd opgeheven in 1938. Goederenvervoer is daarna in fases stilgelegd tussen 1942 en 1992.

## Aansluitingen
In de volgende plaatsen was er een aansluiting op de volgende spoorlijnen:
Hénin-Beaumont
RFN 284 000, spoorlijn tussen Lens en Ostricourt
Carvin
RFN 285 600, stamlijn tussen Carvin en Libercourt
lijn tussen Pont-de-Sallaumines en Carvin
Bauvin-Provin
RFN 286 000, spoorlijn tussen Lens en Don-Sainghin